# 바이올린 소나타 9번 (베토벤)
《바이올린 소나타 9번 가장조, 작품번호 47》은 루트비히 판 베토벤(1770~1827)이 1802-04년에 작곡한 피아노와 바이올린을 위한 소나타이다. 바이올리니스트, 루돌프 크로이처를 기리기 위해 1805년 출판되었으며, 이 때문에 크로이처 소나타라는 제목으로 잘 알려져 있다. 이 작품은 그의 다른 작품, 봄 소나타와 함께 역사상 수많은 바이올린 소나타 중에서도 뛰어난 걸작으로 평가됨과 동시에 기술적 난이도, 비정상적인 길이(약 40분), 감성 코드 등으로 유명하다.

## 작곡

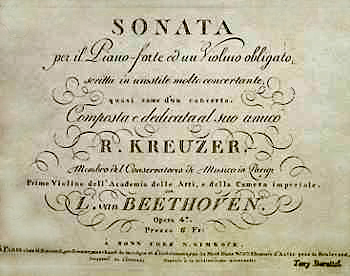
크로이처 소나타 초판본 표지

이 작품을 작곡할 당시 베토벤은 가장 정열적으로 왕성한 창작력을 불사르던 시기였다. 영웅 교향곡, 그리고 피아노 소나타 발트슈타인, 열정 등이 모두 이 무렵 만들어진 작품들이었다. 작곡가의 1803년 스케치북에서 이 작품의 제목은 Sonata per il Pianoforte ed uno violino obligato in uno stile molto concertante come d’un concerto ("협주곡 풍으로 합주되는 피아노와 바이올린을 위한 소나타")라고 적혀져 있다. 사실 이 작품에서의 바이올린은 피아노에 대하여 협주곡에서의 관현악 같은 역할을 하고 있다. 작곡가는 이 작품에 조성의 명칭을 부여하지 않은 것으로 알려져 있는데, 제목에서의 조성은 일반적으로 가장조로 되어 있으나 오스트리아의 작곡가이자 음악이론가인 게르하르트 프라센트는 주요 조성이 사실 가단조라는 글을 발표했다. 이 작품의 마지막 악장은 원래 그의 다른 바이올린과 피아노를 위한 소나타, 작품 번호 30, 1을 위해 쓰인 것이었다.

## 초연
이 작품은 원래 광인 물라토 작곡가이자 바이올리니스트로 알려진 조지 브리지타워에게 헌정될 예정이었다. 작품의 완성 직후(1803년 5월 24일), 아우가르텐 극장에서 비정상적으로 이른 오전 8시에 시작된 연주회에서 베토벤은 브리지타워와 함께 초연을 가졌다. 브리지타워는 즉석에서 연주를 했다; 그는 전에 이 작품을 본 적이 없었고 리허설을 할 시간도 없었다. 하지만 초연은 성공적이었다. 초연 이후에 베토벤과 브리지타워는 어긋났다. 두 사람이 술자리를 가지는 동안 브리지타워는 베토벤이 소중히 여기던 여성의 도덕을 모욕했다. 격분한 베토벤은 그에 대한 헌정을 취소하기로 마음 먹었다.

## 출판 및 헌정

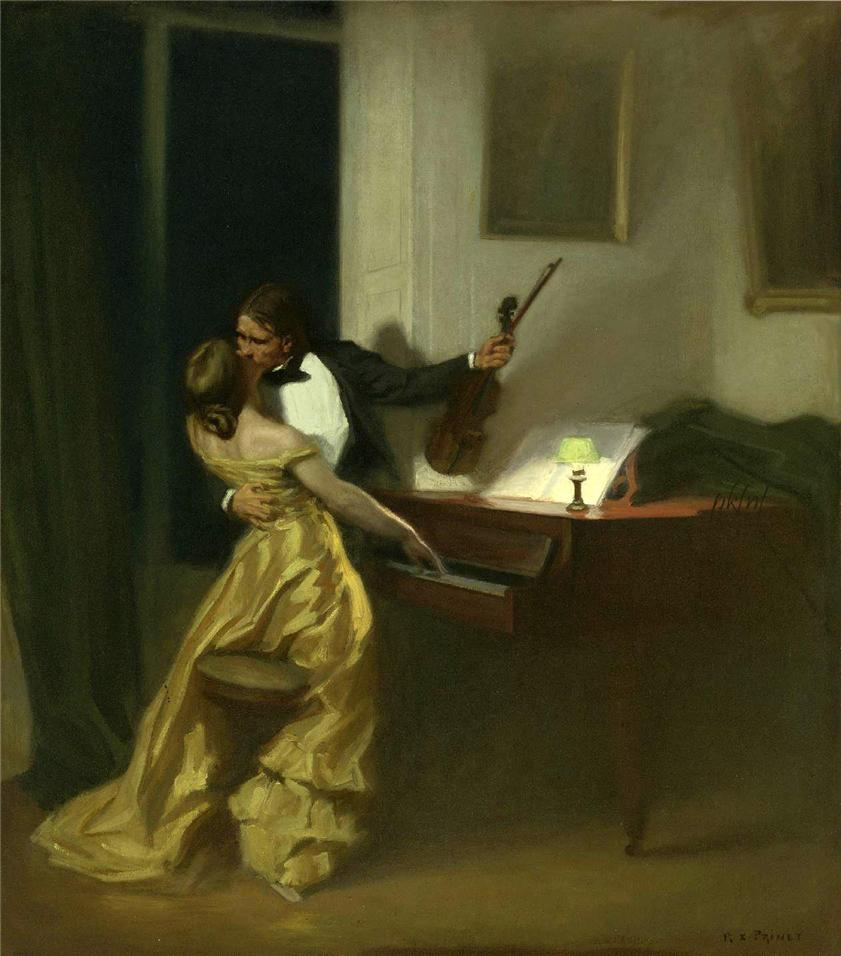
〈크로이처 소나타〉(1901) 유화 / 캔바스. 르네 프리네 작

1805년 본의 니콜라우스 심록을 통해 작품의 출판이 이루어 질 때, 그는 브리지타워가 아닌, 당시 최고의 프랑스 바이올리니스트로 여겨지던 루돌프 크로이처에게 대신 헌정했다. 또한, 그의 이름을 따서 작품에 별칭을 부여했다. 크로이처는 소나타의 헌정을 받아들였으나 그의 생애동안 결코 연주하지 않았다.

## 영향
작곡가 베를리오즈에 따르면, 이 작품의 헌정자인 루돌프 크로이처가 그에게 이 작품에 관하여 "심히 이해하기 어렵다"고 말했다고 한다. 많은 베토벤의 다른 도전적인 작품들과 마찬가지로 소나타가 레퍼토리에 들어오기까지는 시간이 좀 걸렸으나 작곡가 펠릭스 멘델스존, 바이올리니스트 요제프 요아힘, 피아니스트 클라라 슈만이 특히 좋아하는 작품이 되었다.
베토벤의 작품에서 영감을 얻은 레프 톨스토이의 소설, "크로이처 소나타"는 1889년에 처음 출판되었다. 이 소설은 다양한 무대와 영화 제작에 각색되어 베토벤의 작품이 일반 대중에게 널리 알려지게 되었다.
1901년 르네 프리네는 톨스토이의 소설에서 영감을 얻어 동명의 그림을 발표했다.
미국의 시인이자 수필가인 리타 도브의 2009년 작품 "소나타 물라티카"는 이 소나타의 원래 헌정자인 조지 브리지타워의 삶을, 시를 통해 재해석하여 작곡가와 초연을 함께 한 바이올리니스트를 연결해 준 이 소나타에 관하여 글을 썼다.

## 곡의 구조
매우 고난도의 바이올린 연주 기술을 요하며, 길이가 꽤 길고(일반적으로 40분을 약간 넘는다.) 서정적 다양성이 큰 것으로 악명 높다. 1악장은 "분노"를 표현하는 반면, 2악장은 "명상적인 느낌", 3악장은 "즐거움과 풍부한 느낌"을 표현하고 있다. 악장은 세 개로 구성되어 있다. 일반적인 연주는 보통 43분 정도가 소요된다.

### 1악장. 아다지오 소스테누토 (가장조) —프레스토(가단조)
가장조이지만 실질적으로는 가단조이다. 3/4 박자 - 2/2 박자, 서주가 있는 소나타 형식, 연주 시간은 15분 정도이다.
가장조의 중후한 화음으로 시작하지만 곧 가단조로 전조(轉調)하며 완만한 서주가 끝난다. 바이올린과 피아노가 서로 싸우는 듯 구성되어 있는 것이 큰 특징이며, 세간에서는 바이올린과 피아노의 진정한 이중주라고 표현되기도 한다. 주요 프레이즈는 가단조 바이올린의 격렬한 움직임 뿐만 아니라 피아노의 화려한 색채로 어우려져 있다. 전개부는 제1주제를 주로 다루고 있는데, 피아노와 바이올린이 서로 열정적인 싸움을 하듯 높은 긴장감을 보인다. 바이올린은 피아노와 어깨를 나란히 하기 위해 중음을 활용하고 있지만, 피아노는 한 마음으로 단순 억제된 역할에 충실하고 있다. 곳곳에 아다지오 부분을 끼우는 것으로 단조로움을 피하고 있다.

### 2악장.안단테콘바리아지오니 (바장조)
2/4 박자, 주제와 네 개의 변주곡, 연주 시간은 18분 정도이다.
첫 악장의 바이올린과 피아노의 싸움이 진정되고 침착한 주제가 제시된다. 변주가 주된 구성이며, 제2변주에서 바이올린이 빠른 고음으로 존재를 과시하고 있다.

### 3악장. 피날레.프레스토(가장조)
6/8 박자. 소나타 형식, 연주 시간은 10분 정도이다.
타란텔라 형식에 춤곡의 리듬으로 숨 가쁘게 진행된다. 빠르고 화려한 타란텔라 하에 바이올린과 피아노가 각자의 기량을 발휘하며 즐겁게 춤을 추는 듯한 느낌을 준다. 종악장에 타란텔라를 넣는 것은 중기의 작곡자에게서 많이 볼 수 있는 기법이다. 적절하게 박자를 바꾸고 차분하게 진행되는 부분과 역동하는 부분을 적절히 삽입해 변화를 주어 타란텔라의 가벼움을 완화시킨다.

## 같이 보기
- 베토벤의 바이올린 소나타

## 참고 문헌
- CD 박스 세트 베토벤, 슈만, 브람스 - 바이올린 소나타와 함께 제공되는 소책자. 도이치 그라모폰 프로덕션 (유니버설), 2003.
- Harenberg 문화 가이드 실내악. Brockhaus, Mannheim 2008, ISBN 978-3-411-07093-0
- Jürgen Heidrich : 바이올린 소나타에서 : 베토벤 설명서. Bärenreiter, Kassel 2009, ISBN 978-3476021533. 466-475 쪽.
- “바이올린과 피아노를 위한 소나타 9번 설명”. 《Allmusic》 (영어). 2020년 12월 27일에 확인함.